# ナイアガラの滝
ナイアガラの滝（ナイアガラのたき、英語: Niagara Falls [naɪˈæɡrə]、フランス語: Les Chutes du Niagara [njaɡaʁa]）は、エリー湖からオンタリオ湖に流れるナイアガラ川にある滝。カナダ（オンタリオ州）とアメリカ合衆国（ニューヨーク州）とを分ける国境になっている。カナダのトロントから南南西に120km（75mi）、アメリカのバッファローから北北東に27km（17mi）にある両国の同名都市ナイアガラフォールズ市（オンタリオ州側、ニューヨーク州側）に位置する。滝は豊富な水力資源と景観の美しさで知られる。
ナイアガラの滝はゴート島によって、カナダ側の国境を挟んだカナダ滝とアメリカ側のアメリカ滝からなる。アメリカ側はさらにルナ島を挟んでブライダルベール滝がある。最終氷期（最後の氷期）の後退期に形成され、五大湖の水流がナイアガラ崖線を経て大西洋に流れ込む過程にある。
滝の高さはあまりないが幅が広く、単独で流れる滝の水量では北米で最も規模が大きい。最大毎分168,000m³、平均毎分110,000m³の水量が流れている。

## 特徴

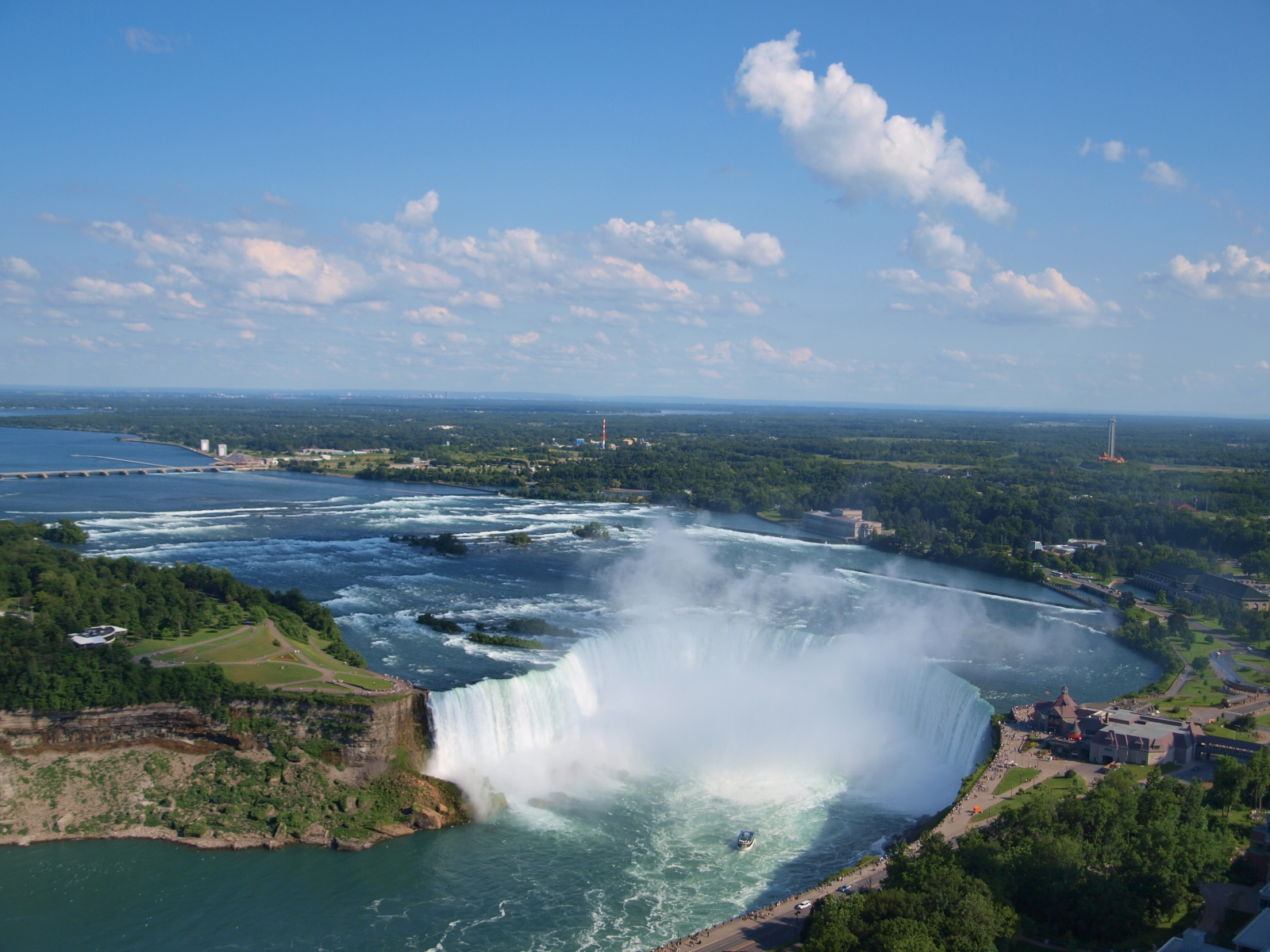
カナダ滝、スカイロン・タワーから臨む

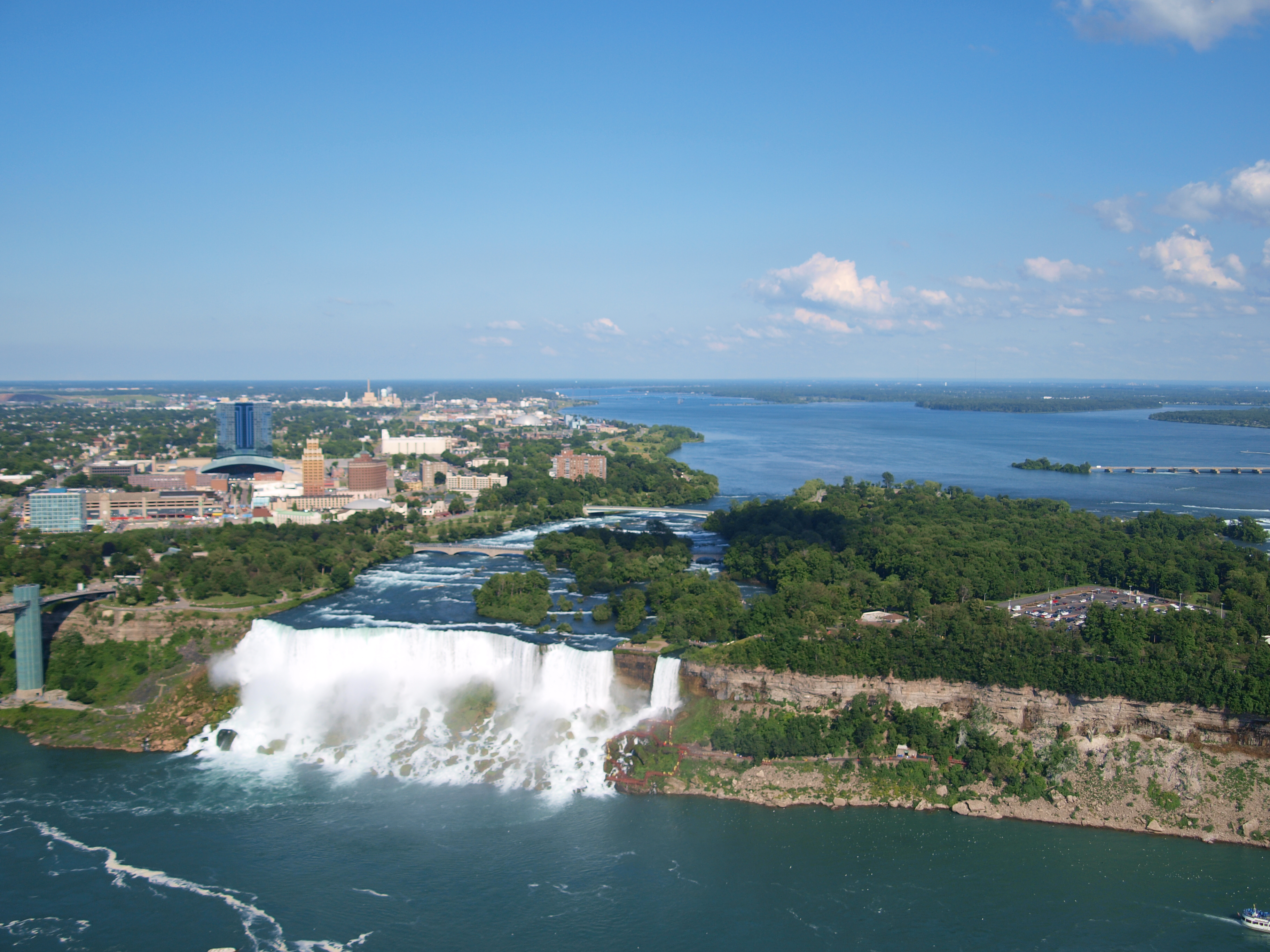
アメリカ滝 (左の巨大瀑布) 及びブライダルベール滝 (右の小瀑布)

ナイアガラの滝は以下、3つの滝から構成されている。
- カナダ滝 （落差56m、幅675m、滝壺の深さ55m）
- アメリカ滝 （落差58m、幅330m）
- ブライダルベール滝 （落差55m、幅15m）

水量は春から初夏のピークシーズンでおよそ毎秒5,720 m³になる。夏は毎秒2,832 m³で、90%はカナダ滝に流れ込むが、水力発電施設に一部、人工的に流されている。カナダ滝の上流には可動堰が設けられており、夜間の水量は日中の半分に調節されている。観光のオフシーズンになる冬の期間も水量が毎秒1,416m³に抑えられている。
アメリカ側からの眺望はほとんどが滝の背後に位置し、滝の正面や全体を眺望できるのはカナダ側になる。

## 形成と浸食

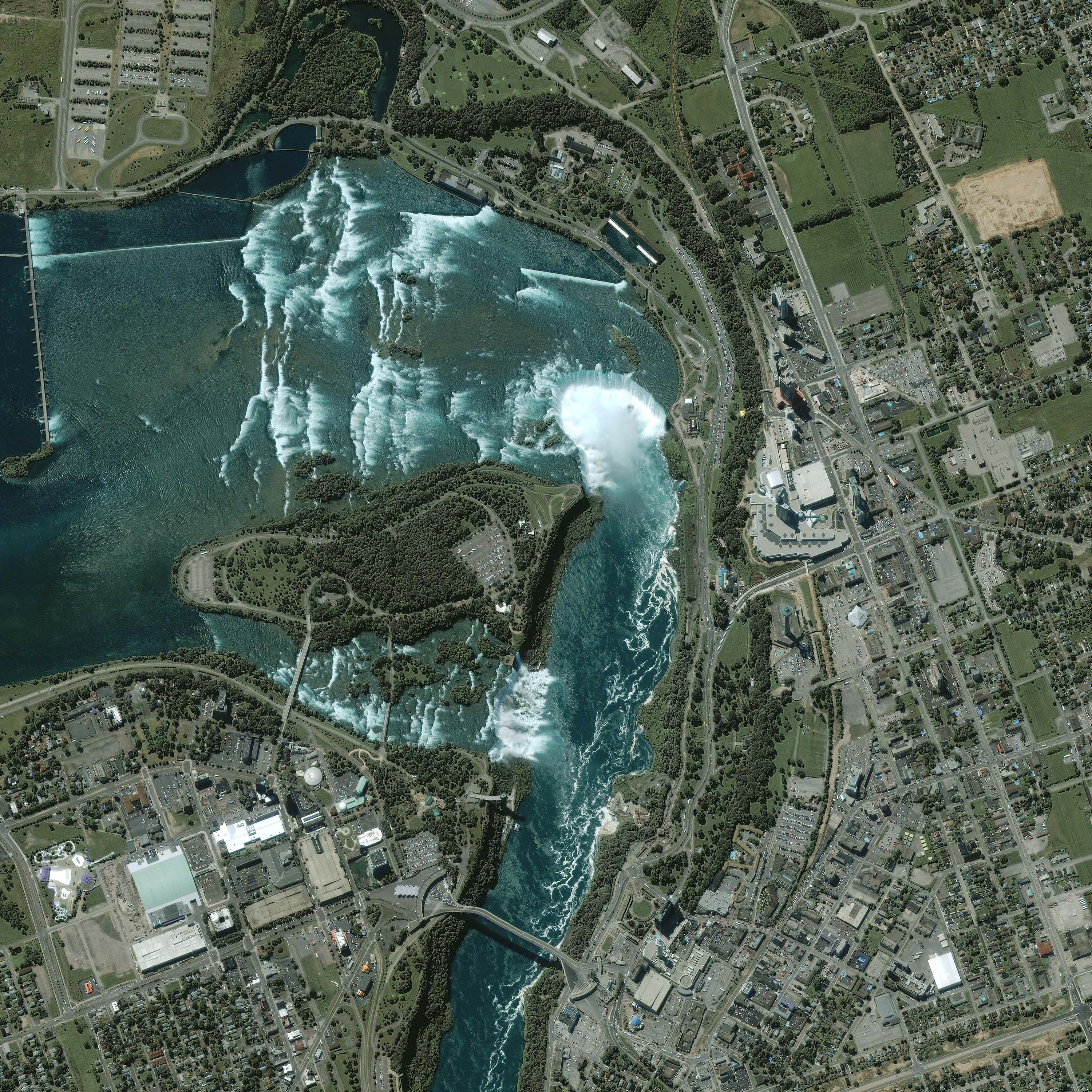
滝周辺の衛星写真

1万年前のウィスコンシン氷期に形が出来た。五大湖とナイアガラ川も同時期の地形である。滝の発祥地点は、現在よりも11km下流にあたるオンタリオ州側のクイーンストンやニューヨーク州側のルイストンの付近に位置する。北アメリカ北部全体が氷河に覆われ、氷河が台地を削り、一方でその岩石を堆積した。氷河が溶け始めると、川が地形を作っていった。
この一帯はシルル紀の岩石が分布し、滝の最上部は石灰岩で、その下の頁岩より固く削られずに残りやすい。さらにその下にはより古いオルドビス紀の頁岩と砂岩がある。このため、落水の洗掘・浸食により滝壺が少しずつ拡大し、上部の石灰岩が自重に耐え切れなくなり崩落していくメカニズムで継続的な浸食により滝は少しずつ上流側に移動している。1950年代までは水の浸食により年間1メートルずつ移動し、浸食が続けばエリー湖に埋没してしまうため、カナダ滝の落下水量を馬蹄形全体に均等化する工事が1960年代にかけて行われ、浸食スピードは年間3センチメートル程度に抑えられているが、それでも2万5千年後には消滅する計算になる。

## 語源と歴史
Niagara の語源についてははっきりしておらず、諸説ある。なお、英語では i を二重母音で読むために「ナイアガラ」と発音されるが、フランス語等では「ニヤガラ」と発音される。
イロコイ語の研究者 B. トリガーによれば、この土地に住んでいた先住民の家名に由来するという。17世紀後半フランスの、この地域を記した地図には、彼らが"Niagagarega"と呼ばれていたと記述されている。また地名学者の G. スチュワートによれば、"Ongniaahra"（「二つに分かれた土地の端」の意）というイロコイ族の町の名に由来するという。
一方、地理学者のヘンリー・スクールクラフトは次のように記している。

「ナイアガラの滝。これはモホーク語である。カー夫人によれば、「首」を意味する。この語は最初は、エリー湖とオンタリオ湖の間の連水陸路、または地峡(neck of land)を指していた。エリオット氏の語彙集（11章）を参照すれば、人間の首が――この実際の語彙集に従えば「彼の首」だが―― "onyara" だということが分かるだろう。1820年の春に、レッド・ジャケットがこのナイアガラという語を、O-ne-au-ga-rah とでも書くかのように発音した」

他に、しばしば観光案内などでは「雷鳴の轟く水」（thunder of the water, thundering Waters 等）を意味すると説明されることがあるが、これには学術的な根拠はないようである。
ヨーロッパ人で滝を最初に目撃したと言われる人々は幾人かおり、1604年、フランス人探検家サミュエル・ド・シャンプランの探検団一向が探検し、彼のもとに滝についての報告があったことが彼の日記に残されている。1700年代初期、スウェーデンの学者ペール・カルムがこの地域を探検し、このときの体験を記録に残している。1677年、カルムより早くにフランスの宣教師ルイ・エヌパンが、フランス人探検家ロベール＝カブリエ・ド・ラ・サールとともに訪れたことは非常によく知られている。しかし、フランスのイエズス会宣教師ポール・ラグノーがワイアンドット族（ヒューロン族）インディアンに布教活動をしている際、エヌパンよりおよそ35年前に訪れたことを示す確証があり、そのほかにもイエズス会宣教師ジャン・ドゥ・ブレハブが訪れたのではないかとされている。
18世紀にかけて観光が盛んになり、18世紀中頃にはこの地域の主要産業となる。19世紀初期、ナポレオン・ボナパルトの弟ジェローム・ボナパルトが花嫁と一緒に訪れている。
ナイアガラ川を行き来する需要が増え始めたため、1848年に歩道橋ができ、チャールズ・エレット・ナイアガラ・フォールズ吊り橋、1855年にはジョン・アウグストゥス・ローブリン・ナイアガラ・フォールズ吊り橋となる。

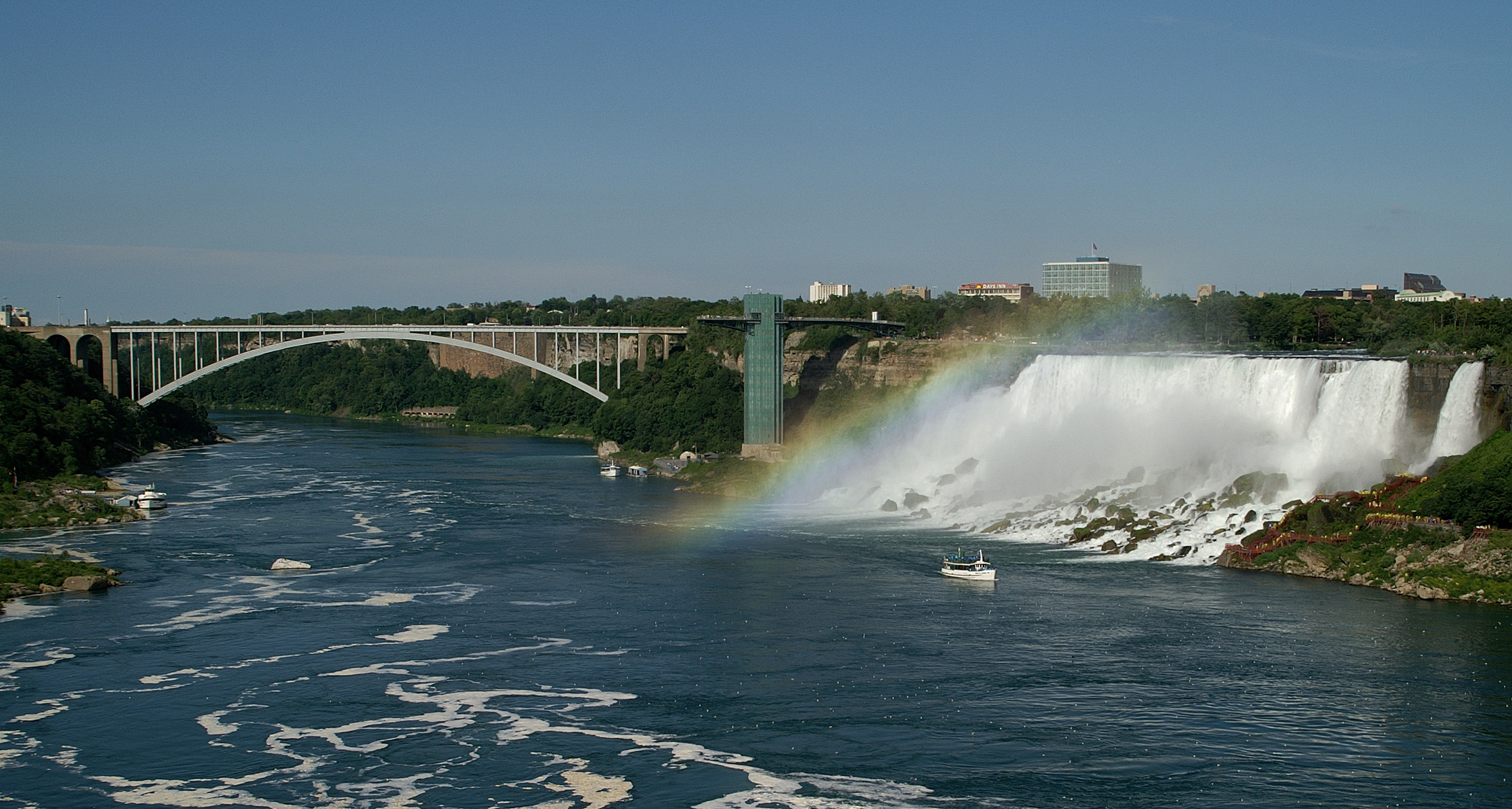
Rainbow Bridge

南北戦争後、ニューヨーク・セントラル鉄道は、ナイアガラの滝を余暇と新婚旅行先として力を入れるようになる。鉄道の交通量が増えた1886年、木材と石材でできた橋が鉄橋へと置き換わり、現在も鉄道がナイアガラ川をまたぐ橋となっている。滝の近くにできた最初の鉄橋は1897年に完成し、今日ではワールプール・ラピッズ・ブリッジとして知られ、車輌、列車、歩行者が行き来できる。1941年、滝近くに3番目の橋「レインボー・ブリッジ」が建設され、車輌と歩行者がアメリカ、カナダ間の国境を行き来できる。
第一次世界大戦後、観光業は再びブームを迎え、自動車が普及したことにより滝へのアクセスがより容易になった。20世紀において、滝の歴史は水力発電の活用と自然景観の保護と開発に大別される。
2020年、2019新型コロナウイルスの感染拡大により、3月17日からオンタリオ州に非常事態宣言が、3月20日からはニューヨーク州に外出禁止令が出され、ナイアガラ観光は停止状態となった。3月22日には、休業状態になった滝周辺のホテルやカジノが、建物にハート型のライトアップを行い、SARSコロナウイルス2に立ち向かうために連帯を呼び掛けた。

## 観光

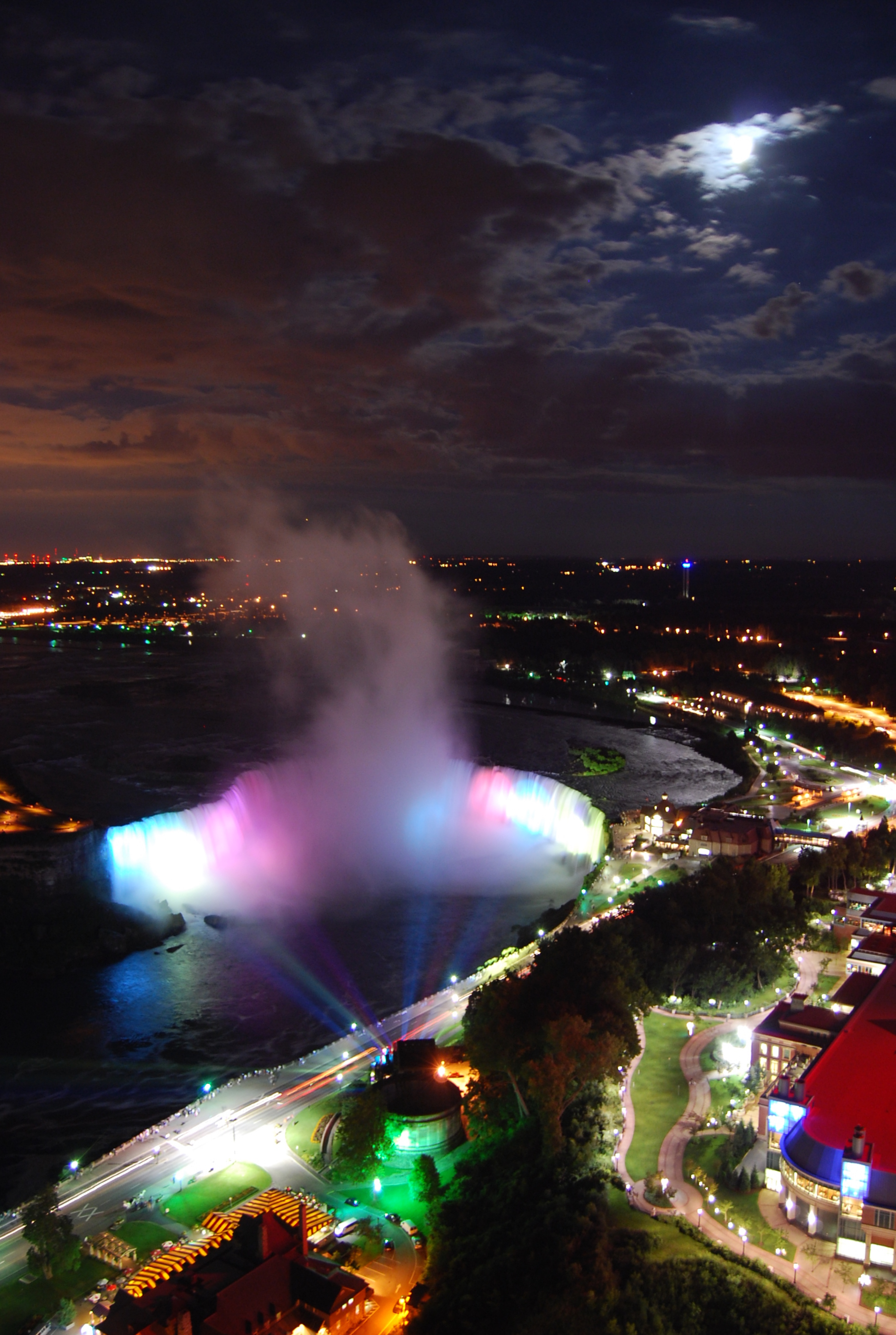
ナイアガラの滝の夜景

よく見るナイアガラの滝の写真は滝がアップで写されているため、あたかも滝が雄大な自然のなかにあると思われがちだが、周辺は観光地化が進んでおり、カナダ側には滝から近いところにホテルやレジャー施設が並んでいる。特に1990年代以降は急速に観光客向けの開発が進められた。観光客のうちおよそ9割はカナダ側、残り1割ほどがアメリカ側から滝を観光している。
観光シーズンのピークは夏であり、カナダ側からカナダ滝とアメリカ滝に向かってライトアップが毎夜行われ、日中から夜までアトラクションを楽しむことができる。最も古くからあるアトラクションでは遊覧船「霧の乙女号」がよく知られ、1846年来、観光客を乗せてアメリカ、カナダの両岸から滝つぼまでの間を行き来している。

### アメリカ側
アメリカ側では、ナイアガラ・フォールズ州立公園の各地点から滝を眺望でき、プロスペクト・ポイント公園の歩道沿いやプロスペクト・ポイント展望タワー、霧の乙女号の波止場からアメリカ滝が望める。ゴート島からもアメリカ滝を見ることができ、風の洞窟を通してブライダルベール滝の真下まで降りることができる。また、ニコラ・テスラの大きな銅像が入り口門近くにある。
ゴート島内を観光して回るトローリーバスがあり、気球やヘリコプターを通して滝を見ることもできる。ナイアガラ・ゴージ・ディスカバリー・センターのショーケースではナイアガラの自然と歴史に関する展示がある。

### カナダ側

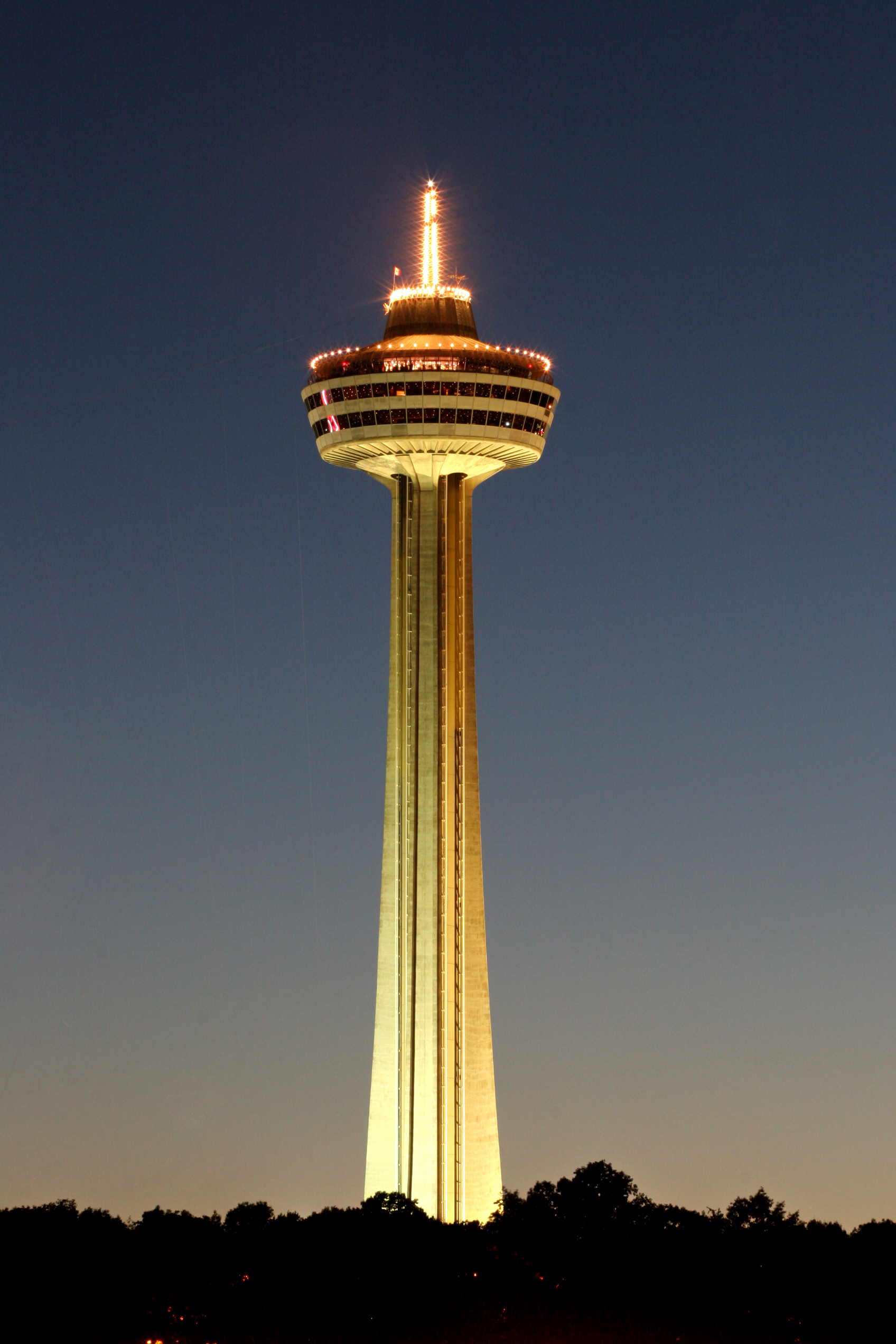
スカイロン・タワー

カナダ側のクイーンビクトリア公園には手入れされた花壇があり、カナダ滝とアメリカ滝の眺めもよい。

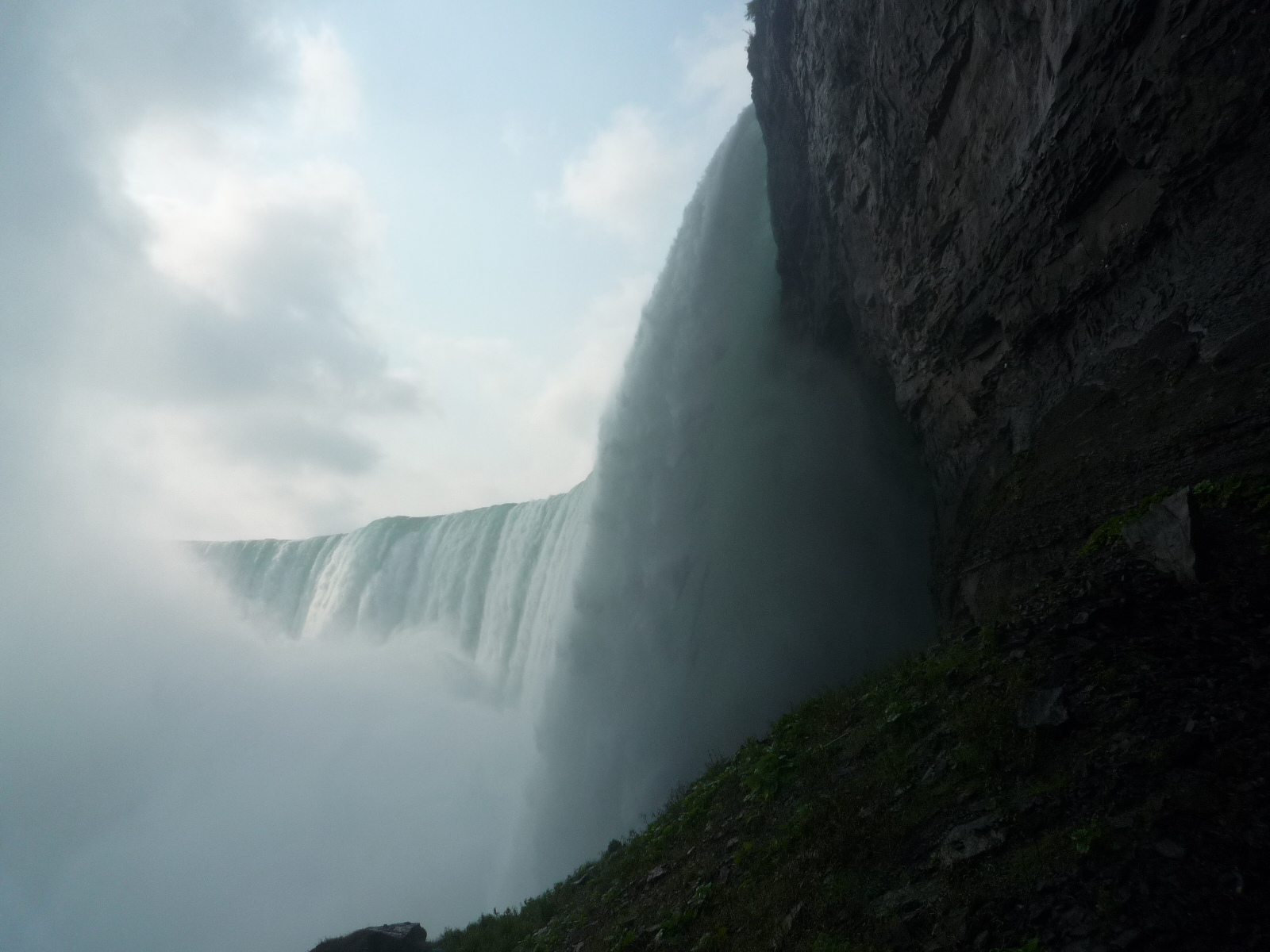
ジャーニー・ビハインド・ザ・フォールズから見たカナダ滝

滝付近には展望タワーが2つあり、滝付近では最も高い地点からの全景が望めるスカイロン・タワーと、カナダ滝を見下ろす眺めになるコニカ・ミノルタ・タワーがある。カナダ滝のすぐ脇に展望スペース「テーブルロック」があり、真下で滝が落ちていく様子を見ることができる。かつては名前のようにテーブル状に突き出た岩だったが、後に崩れて現在の展望スペースとして整備された。ジャーニー・ビハインド・ザ・フォールズ（JBF）はカナダ滝裏側のトンネルに行くことができ、展望デッキからはカナダ滝のすぐ脇下から滝を鑑賞できる。また、滝から少し離れた地点には1916年にスペイン人技師レオナルド・トーレス・ケベードによってデザインされたケーブルカー「ワールプール・エアロ・カー」がワールプールにある。フォートエリーからフォートジョージまでのナイアガラ川沿いには、米英戦争の史跡を始め、娯楽用のトレイルがある。
その他、カナダ側オンタリオ州のナイアガラフォールズ市にはナイアガラ・フォールズビュー・カジノ・リゾートとカジノ・ナイアガラという2つのカジノがある。滝沿いの観光地区にはホテルが多く立ち並び、ナイアガラ・スカイホイール（観覧車）や店舗が立ち並ぶクリフトンヒルがある。

### 世界三大瀑布
ナイアガラの滝は世界三大瀑布のひとつではあるが、唯一世界遺産には登録されていない。
- ビクトリアの滝
- イグアスの滝（イグアス国立公園）

### 日本国内でのナイアガラの滝
- 原尻の滝 - 東洋のナイアガラと呼ばれ、日本の滝百選にも選ばれている。